# Nubel Feliz Yan (actor)
Nubel Feliz Yan (República Dominicana, 14 de junio de 1988) es un actor, stunt, coreógrafo de escenas de acción y modelo jamaiquino-dominicano, conocido por sus apariciones y trabajo detrás de camara en cintas como Narcosantos, Dick Turpin, Emperor, (2020), Candela, (2021), Carta blanca, (2021), They Cloned Tyrone, (2022), Un hombre de acción, (2022), La Nuit des rois, (2020), Last Chance U, (2018) y Rebel Moon (2023). También ha aparecido en las series de televisión Savage Beauty (TV Series), (2022) y Narcosantos (2022).

## Primeros años
Nacido en Cristóbal, República Dominicana de sus padres Lorenzo Feliz , dominicano y Nicol Yan, jamaiquina. Estudió actuación en la academia del Teatro Cayenas, tomó clases de artes marciales, y manejo de armas de fuego, también fue a la escuela de dobles, ya que siempre quiso ser un actor que hiciera sus propias escenas. de riesgo, en lugar de usar un doble para su papel.

## Filmografía

### Cine
- Emperor (2020, Mark Amin) como Esclavo.[2]
- La noche de los reyes (2020, Philippe Lacôte), como prisionero.[2]
- Candela (2021, Andrés Farías), como estríper.[2]
- Carta Blanca (2021, Pedro Urrutia), como hombre del mono.[2]
- Rebel Moon (2023, Zack Snyder), como alienígena.[2]
- They Cloned Tyrone (2023, Juel Taylor).[2]

### Televisión
- Belleza Salvaje (2022, Lebogang Mogashoa) como Periodista.[2]
- Narcosantos (2022, Yoon Jong-bin) como Mercenario.[2]